# Herongate
Herongate – wieś w Anglii, w hrabstwie Essex, w dystrykcie Brentwood. Leży 19 km na południowy zachód od miasta Chelmsford i 35 km na wschód od Londynu.